# 공손연의 난
공손연의 난 또는 요수 전투(遼隧之戰)는 237년 요동의 공손연이 연왕(燕王)을 자칭하며 위나라에 대항하자 이듬해 태위 사마의가 이를 토벌한 사건이다.

## 배경
요동 공손탁의 손자이자 공손강의 아들인 공손연은 숙부 공손공이 뒤를 잇자 이에 불만을 품고 228년 반란을 일으켜 그 자리를 빼앗았고 위나라의 황제 조예에 의해 양렬장군 요동 태수로 봉해졌다.
이후 대사마에 봉해지지만 이에 만족치 못하고 237년 반대하던 가범과 윤직을 처형하고 스스로를 연왕이라 칭하고 연호를 고쳐 소한이라 했으며 궁전을 세우고 관직을 두며 북방을 어지럽혔다.

## 전투 과정
이는 곧 유주 자사 관구검에 의해 위나라 조정에 보고되고 공손연은 대장군 비연을 원수로 삼고 양조를 선봉으로 세워 15만 대군을 일으켜 중원으로 쳐들어갔다. 이에 사마의가 조예에게 요청해 기병과 보병 4만을 이끌고 호준을 선봉으로 세워 요동에 영채를 세운다.
이에 비연과 상조가 영채를 거두고 군사를 다그치며 출발하자 사마의는 하후패와 하후위에게 군사를 주아 요수 가에 매복하게 했고 결국 비연과 상조는 크게 패해 수산에서 공손연과 합류해 군사를 재정비했다.
그러나 하후패에 의해 비연이 죽고 공손연은 양평성으로 후퇴해 성문을 굳게 닫고 나오지 않았다. 그 사이 가을비가 한달 내내 내리고 좌도독 배경이 사마의에게 영채를 앞산 위로 옮길 것을 요구했으나 거절당하고 우도독 구련이 같은 제안을 하지만 사마의에 의해 처형당한다.
사마의는 조정에 사자를 보내 군량을 요청하고 공손연은 식량이 떨어지자 상국 왕건과 어사대부 유보를 보내 사마의에게 항복할 뜻을 전하나 처형당하고 공손연은 시중 위연을 보내나 아무 소득도 없이 돌아온다.
그러자 공손연은 아들 공손수와 군사 1000명과 함께 성을 탈출하지만 호준, 장호, 악침, 하후패, 하후위에게 포위당해 사마의에게 잡혀와 처형당한다.
호준이 먼저 양평성에 입성해 공손연의 가족과 그와 공모한 관리들을 모조리 색출해 처형했는데 그 수가 70명에 달했고 사마의는 민심을 다스리고 그 지역 일대를 정비하고 낙양으로 회군하면서 공손연의 난을 완전히 평정된다.